# ニッポン (航空機)

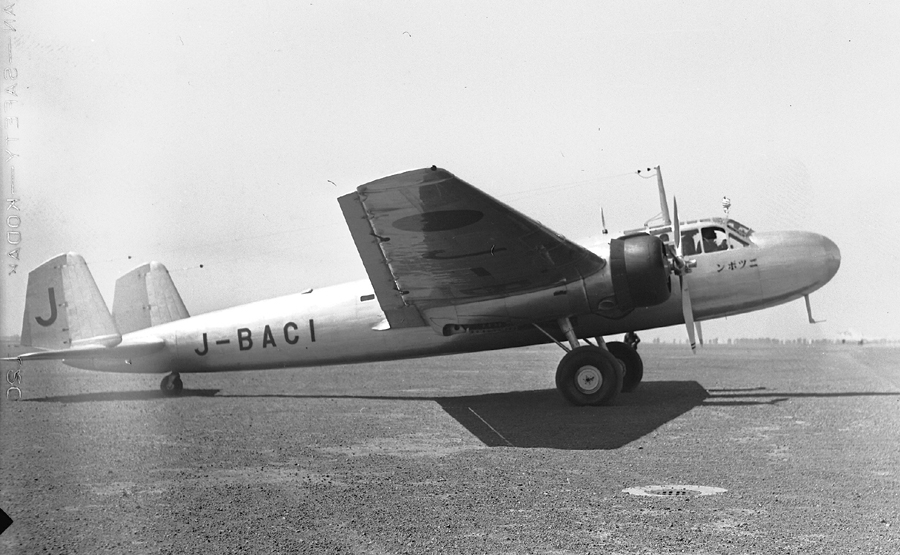
ニッポン

ニッポンは1939年の毎日新聞社による世界一周飛行に使用された飛行機。海軍から貸与された九六式陸上攻撃機を改装したものであった。
機体記号は「J-BACI」。

## 飛行まで
1937年（昭和12年）の東京朝日新聞による神風号の東京-ロンドン間長距離飛行に刺激された毎日新聞社（大阪毎日・東京日日）は、これに対抗して世界一周飛行を企画した。毎日新聞は海軍航空本部教育部長の大西瀧治郎や海軍次官山本五十六らに協力を求め、現用機の貸与に対する軍令部の反対があったが、最終的に毎日新聞会長・社長が山本のもとに赴いて協力を要請して1938年末には九六陸攻の貸与が認められた。
毎日新聞に貸与されたのはのちに二一型と呼ばれるものの製造番号328号の機体で、次のような改造が施された。
- 兵装の撤去
- 胴体内部への座席7席の設置
- 燃料タンク4個を増設。これにより、燃料搭載量が14000リットル増加。
- 寒冷地飛行用の装備搭載

改造された機は三菱双発輸送機と呼称された。
1939年7月7日にその機体、ニッポンは毎日新聞に引き渡された。

## 世界一周飛行
ニッポンの乗員は以下の7名であった。
- 使節団長：大原武夫
- 機長：中尾純利
- 副操縦士：吉田重雄
- 機関士：下川一
- 技術員：佐伯弘
- 通信士：佐藤信貞
- 機関士兼通信士：八百川長作

羽田飛行場から出発の日の8月26日早朝、ニッポンを格納庫から出す際にプロペラが破損した。同種の機体である大日本航空の大和のプロペラと交換されたが、このためニッポンは出発式開始から1時間ほど遅れて登場となった。同日10時27分、ニッポンは羽田飛行場を離陸した。13時5分、千歳飛行場に着陸。翌27日、ニッポンは太平洋横断に出発した。ニッポンはアメリカ合衆国各地を訪れたが、その間に第二次世界大戦が勃発し、予定されていたフランスからイギリス、ドイツへの飛行が不可能となった。
ニッポンは南米へ向かい、それからリオデジャネイロからナタールまで大西洋横断飛行を行った。その後ダカール、カサブランカを経てスペイン、イタリアを訪問し、ギリシャ、イラク、インド、タイを経て10月20日に13時47分に東京に着いた。

## 飛行ルート

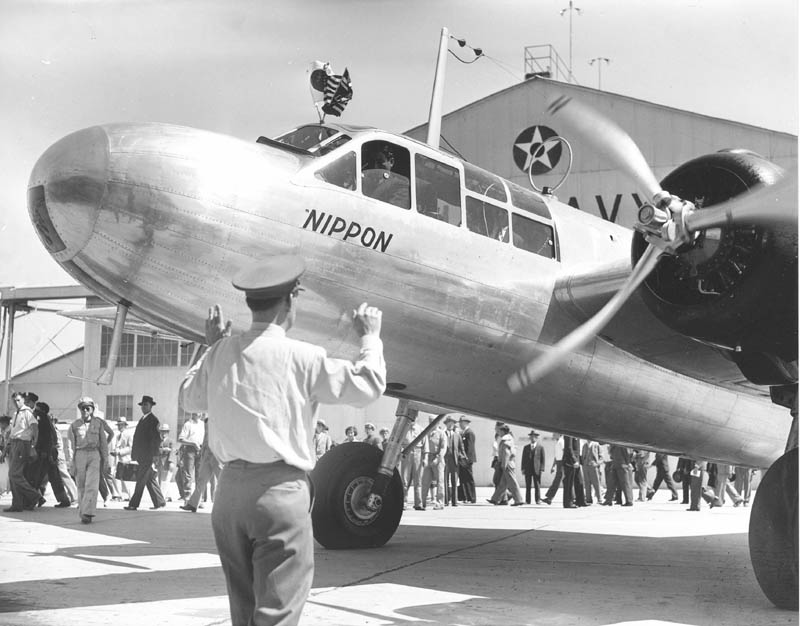
オークランド空港におけるニッポン

地名および国名は現在の名称
予定
東京→根室→（太平洋）→ノーム（米国）→ホワイトホース（カナダ）→バンクーバー（カナダ）→シアトル（米国）→オークランド（米国）→サンフランシスコ（米国）→ロサンゼルス（米国）→シカゴ（米国）→ニューヨーク（米国）→ワシントンD.C.（米国）→マイアミ（米国）→サンホセ（コスタリカ）→グアヤキル（エクアドル）→リマ（ペルー）→アリカ（チリ）→サンティアゴ（チリ）→ブエノスアイレス（アルゼンチン）→サンパウロ（ブラジル）→リオデジャネイロ（ブラジル）→ナタール（ブラジル）→（大西洋）→ダカール（セネガル）→カサブランカ（モロッコ）→マドリード（スペイン）→パリ（フランス）→ロンドン（イギリス）→ベルリン（ドイツ）→ローマ（イタリア）→バグダッド（イラク）→カラチ（パキスタン）→ジョードプル（インド）→バンコク（タイ）→台北（台湾）→東京
実行ルート　
東京→千歳→（太平洋）→ノーム→フェアバンクス（米国）→ホワイトホース→シアトル→オークランド（米国）→ロサンゼルス→アルバカーキ（米国）→シカゴ→ニューヨーク→ワシントン→マイアミ→サンサルバドル（エルサルバドル）→サンティアゴ・デ・カリ（コロンビア）→リマ→アリカ→サンティアゴ→ブエノスアイレス→サントス（ブラジル）→リオデジャネイロ→ナタール→（大西洋）→ダカール→アガディール（モロッコ）→カサブランカ→セビリア（スペイン）→ローマ→ロドス島（ギリシャ）→バスラ（イラク）→カラチ→コルカタ（インド）→バンコク→台北→羽田

## 諸元（三菱式双発輸送機）

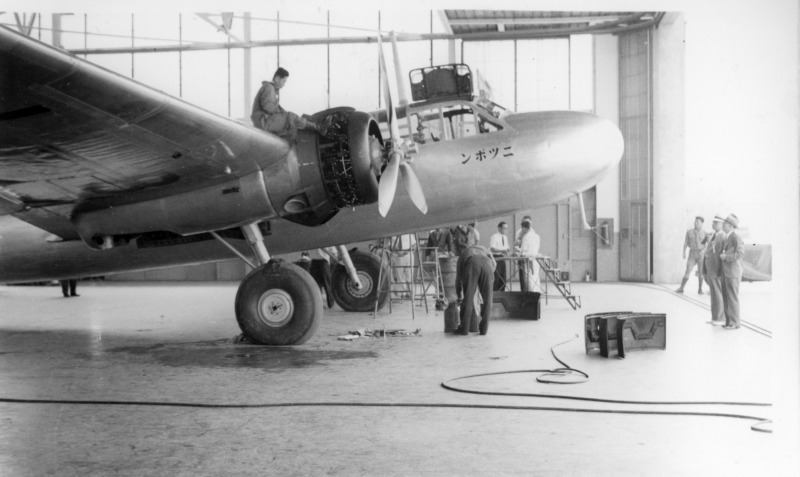
整備中のニッポン号

出典：『日本航空機総集 三菱篇』 235,236頁。
- 全長：16.5 m
- 全幅：25.0 m
- 全高：4.5 m
- 主翼面積：75.0 m2
- 全備重量：9,200 kg
- エンジン：三菱 金星 空冷複列星型14気筒（900 hp） × 2
- 最大速度：340 km/h
- 巡航速度：280 km/h
- 実用上昇限度：8,000 m
- 航続距離：3,500 km
- 乗員：6名
- 乗客：4名

## その後
ニッポンはいったん海軍に返還された後、毎日新聞が暁星という名前で再び使用したという。終戦後、東京への飛行中に悪天候で所沢に着陸し、同地に放置された後、進駐軍によって破壊された。

## 関連作品

### 楽曲
毎日新聞社は本機の飛行に際して壮行歌の歌詞を一般から募集しており、入選した歌詞を元にした楽曲は、1939年8月6日に「世界一周大飛行の歌」（作詞：掛川俊夫、作曲：橋本国彦）として発表された。

### 記念碑
ニッポンの世界一周飛行記念碑が東京国際空港の毎日新聞社格納庫前に現存する。

### 切手
2000年（平成12年）3月、郵政省は「20世紀デザイン切手シリーズ」第8集で神風号とニッポン号をあしらった2枚組50円切手を発行した。